# Europejski Fundusz na rzecz Demokracji
Europejski Fundusz na rzecz Demokracji (ang. European Endowment for Democracy, skr. EED) to organizacja grantodawcza założona w 2013 r. przez Unię Europejską i państwa członkowskie UE w celu wspierania i propagowania „głębokiej i zrównoważonej demokracji” w krajach przechodzących transformację ustrojową oraz w społeczeństwach walczących o demokratyzację, ze szczególnym uwzględnieniem, choć nie wyłącznie, krajów objętych europejską polityką sąsiedztwa. Utworzenie Funduszu było priorytetem pierwszej polskiej prezydencji w Radzie UE. Uroczyste otwarcie Sekretariatu Europejskiego Funduszu na rzecz Demokracji miało miejsce 27 maja 2013 roku w Brukseli. Siedzibą Funduszu jest dawny budynek ambasady Polski w Belgii.
Szacunkowy pierwszy budżet Funduszu miał wynieść 25 mln euro na pierwsze trzy lata działalności. Budżet EED oparty jest na wpłatach państw członkowskich Unii Europejskiej, Komisji Europejskiej, Wielkiej Brytanii oraz Kanady, która wpłaciła środki z przeznaczeniem na granty dla Ukrainy.  W 2024 EED otrzymał ponad 1395 wniosków o wsparcie, z czego 357 zostało dofinansowanych na łączną kwotę 39 mln euro. Na stały personel Funduszu skłąda się 69 osób, pochodzących z ponad 20 krajów.
Dyrektorem wykonawczym Funduszu jest Jerzy Pomianowski, przewodniczącym Rady Zarządzającej David McAllister – poseł do Parlamentu Europejskiego.